# Loïno
Loïno (en russe : Лойно) est une localité du nord de la Russie située à 240 km au nord-est de Kirov, sur les rives du fleuve Kama, dans l'oblast de Kirov (district fédéral de la Volga).

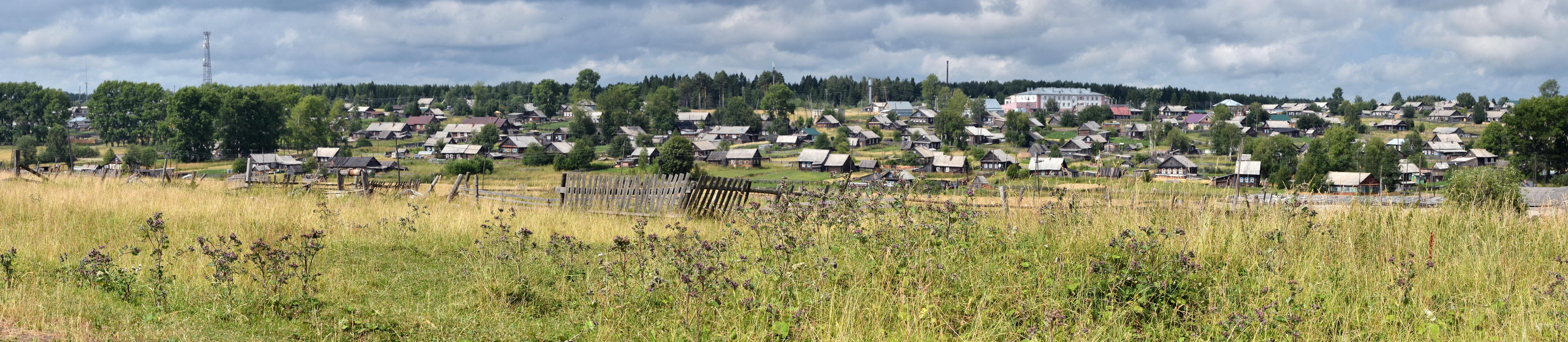
Le village de Loïno.